# 2671 Abkhazia
2671 Abkhazia este un asteroid din centura principală, descoperit pe 21 august 1977 de Nikolai Cernîh.